# Andamanenkuckuck
Der Andamanenkuckuck (Centropus andamanensis, Synonym: Centropus sinensis andamanensis) ist ein Vogel aus der Gattung der Spornkuckucke (Centropus).
Der Vogel kommt auf den Andamanen, den Kokosinseln einschließlich der Table Island vor.
Der Lebensraum umfasst Wälder, dicht eingewachsene Gärten, Zuckerrohrplantagen, Reisfelder und Mangrovensümpfe.
Die Art wird teilweise als konspezifisch mit dem Heckenkuckuck (Centropus sinensis) angesehen.
Der Artzusatz bezieht sich auf die Andamanen-Inseln.

## Merkmale
Dieser Vogel ist 45 bis 48 cm groß und wiegt etwa 234 g. Kopf, Mantel und Unterseite sind gelblichbraun bis grau, Rücken und Flügel sind rotbraun bis purpurfarben, letztere haben dunklere bronzefarbene Spitzen, der Schwanz ist bronzefarben, die Iris rot, rotbraun bis gelb, Schnabel und Füße sind schwarz. Das Weibchen ist größer. Die Färbung ähnelt der blassen  Morphe des Heckenkuckucks, ist aber dunkler, die Unterseite ist grauer bis rußfarben. Jungvögel sind zart gebändert.
Die Art ist monotypisch.

## Stimme
Der Ruf wird als tiefes „boom, boom, boom“ beschrieben.

## Lebensweise
Die Nahrung besteht aus Heuschrecken und vermutlich weiteren Insekten und kleinen Gliederfüßern. Die Brutzeit liegt zwischen Februar und Juli, das Nest besteht aus Zweigen, Grasblättern und Gräsern. Das Gelege umfasst 2 bis 3 kalkweiße Eier.

## Gefährdungssituation
Der Bestand gilt als nicht gefährdet (Least Concern).